# Лангер, Карл
Карл Лангер (с 1884 г. Лангер фон Эденберг, нем. Karl Langer, Ritter von Edenberg; 15 апреля 1819, Вена — 8 декабря 1887, Вена) — австрийский анатом.

## Биография
Родился в семье военного бухгалтера. Учился в гимназии в Пильзене, Нойхаусе и Зааце. В 1834 году поступил в Карлов университет в Праге, где первоначально изучал философию, а с 1836 года — медицину, в том числе у Йозефа Гиртля. В 1838 году перешёл в Венский университет, где в 1842 году защитил диссертацию доктора медицины под руководством Йозефа Юлиуса Чермака.
Поступив на работу в институт анатомии при Венском университете, с 1845 года был в нём ассистентом своего учителя Гиртля. В 1849 г. габилитировался с диссертацией «О смене волос у животных и людей» (нем. Ueber den Haarwechsel bei Tieren und Menschen). В 1851 г. после смерти своего учителя Чермака начал преподавать в Венском университете, одновременно работая с Гиртлем на созданием музея сравнительной анатомии. В 1853—1856 годах профессор зоологии Пештского университета, затем вернулся в Вену и занял должность профессора анатомии в Венской медико-хирургической академии. С 1870 г. профессор Венского университета, в 1871—1874 годах декан медицинского факультета, в 1875—1876 гг. ректор университета. С 1879 г. референт по медицине министерства образования и культов Австро-Венгрии; в этом качестве, в частности, пролоббировал строительство нового здания Института анатомии.
Член-корреспондент (1857) и действительный член (1867) Императорской академии наук. В 1879—1887 гг. — вице-президент Венского антропологического общества. В 1884 г. возведён в дворянское достоинство.

## Работы
Научные работы Лангера касаются анатомии человека и позвоночных животных. Ему, в частности, принадлежит учебник по анатомии (нем. Lehrbuch der systematischen und topographischen Anatomie). К настоящему времени, однако, Лангер наиболее известен как систематизатор «линий Лангера» — линий натяжения кожи человека: этой теме была посвящена его статья 1861 года «К анатомии и физиологии кожи. О расщепляемости кожного покрова» (нем. Zur Anatomie und Physiologie der Haut. Über die Spaltbarkeit der Cutis).